# Рапей, Юлия
Ю́лия Ра́пей (пол. Julia Rapiej, в монашестве Мария Сергия; 18 августа 1900, Stary Rogożyn, Липск — 1 августа 1943, Новогрудок, Барановичская область) — блаженная Римско-католической церкви, монахиня женской монашеской конгрегации «Сёстры Святого Семейства из Назарета» (назаретанки), мученица. Одна из одиннадцати Новогрудских мучениц.

## Биография
В 1922 году вступила в женскую монашескую конгрегацию «Сёстры Святого Семейства из Назарета» (назаретанки). Новициат проходила в Гродно. Вечные монашеские обеты приняла в Филадельфии, США, взяв себе монашеское имя Мария Сергия.
В 1936 году вместе с другими монахинями по просьбе епископа приехала в Новогрудок, Белоруссия. Работала на монастырской кухне и в усадьбе. Во время репрессий в августе 1943 года против мирного населения в Белоруссии предложила немецким оккупационным властям заменить собой арестованных мирных жителей и католических священников. В ночь с 31 июля на 1 августа была арестована вместе с другими монахинями монастыря и расстреляна рано утром 1 августа в лесу недалеко от Новогрудка.
5 марта 2000 года причислена к лику блаженных римским папой Иоанном Павлом II.

## Источник
- Бронислав Чаплицкий, Ирина Осипова, Книга памяти. Мартиролог Католической Церкви в СССР, изд. Серебряные нити, М., 2000, стр.472, ISBN 5-89163-048-6